# 芒特吉利阿德
芒特吉利阿德（Mount Gilead）是美国俄亥俄州莫罗县的一个村和俄亥俄州的人口中心，是莫罗县的县城。 2010年人口普查时人口为3660人。该村成立于1832年，白人开拓者抵达该地区后八年。 在他们到达之前，森林是肖尼部落的狩猎区。
位于村庄中心的是莫罗县历史悠久的第一次世界大战胜利纪念碑，在美国独一无二，吉利阿德山国家公园位于95号州公路附近。其他吸引旅游的地区包括阿米什农场、商店和零售店靠近切斯特维尔和约翰斯维尔的芒特吉利阿德东部。 芒特吉利阿德也是莫罗县医院的所在地。